# Giovanni Franken
Giovanni Francesco Zacharias Franken (ur. 14 listopada 1977 w Rotterdamie) – holenderski piłkarz, grający na pozycji pomocnika, trener piłkarski.

## Kariera piłkarska

### Kariera klubowa
Wychowanek Feyenoordu. Karierę piłkarską rozpoczął w DOTO. W 1998 przeszedł do FC Dordrecht. Potem występował w VVM i RKC Waalwijk. W 2002 powrócił do DOTO, gdzie został wybrany na kapitana drużyny. W maju 2006 przeniósł się do BVV Barendrecht. W lutym 2007 podpisał kontrakt z RVVH, w którym grał do 2010 roku.

### Kariera reprezentacyjna
W latach 2004–2008 bronił barw narodowej reprezentacji Antyli Holenderskich.

## Kariera trenerska
W październiku 2003 stał na czele reprezentacji Aruby.